# Euriphene camarensis
Euriphene camarensis är en fjärilsart som beskrevs av Ward 1871. Euriphene camarensis ingår i släktet Euriphene och familjen praktfjärilar. Inga underarter finns listade i Catalogue of Life.